# Hochgericht Hanau
Das Hochgericht Hanau ist der ehemalige Richtplatz des Obergerichtes Hanau.

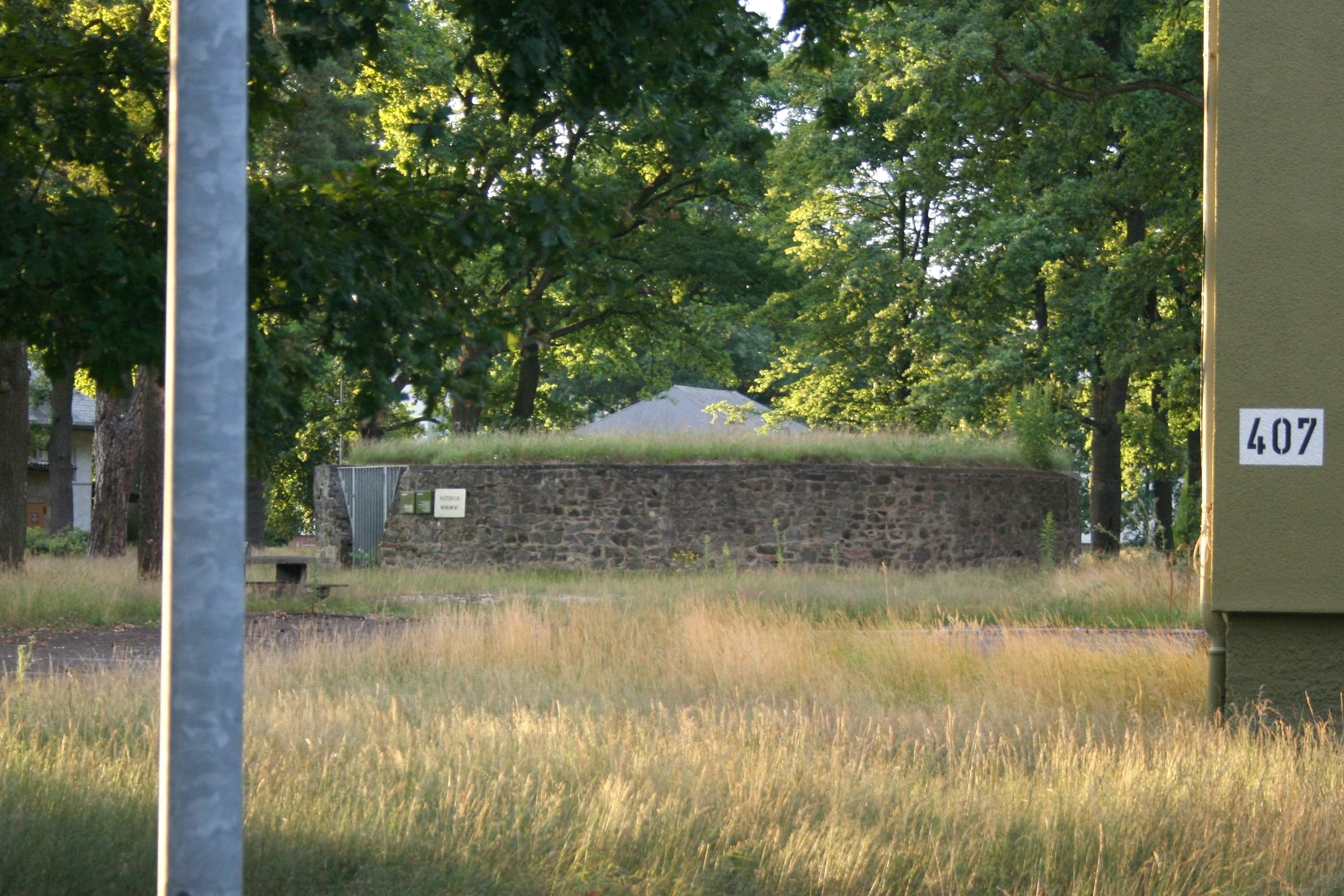
Situation im stillgelegten Kasernenareal, Juli 2011

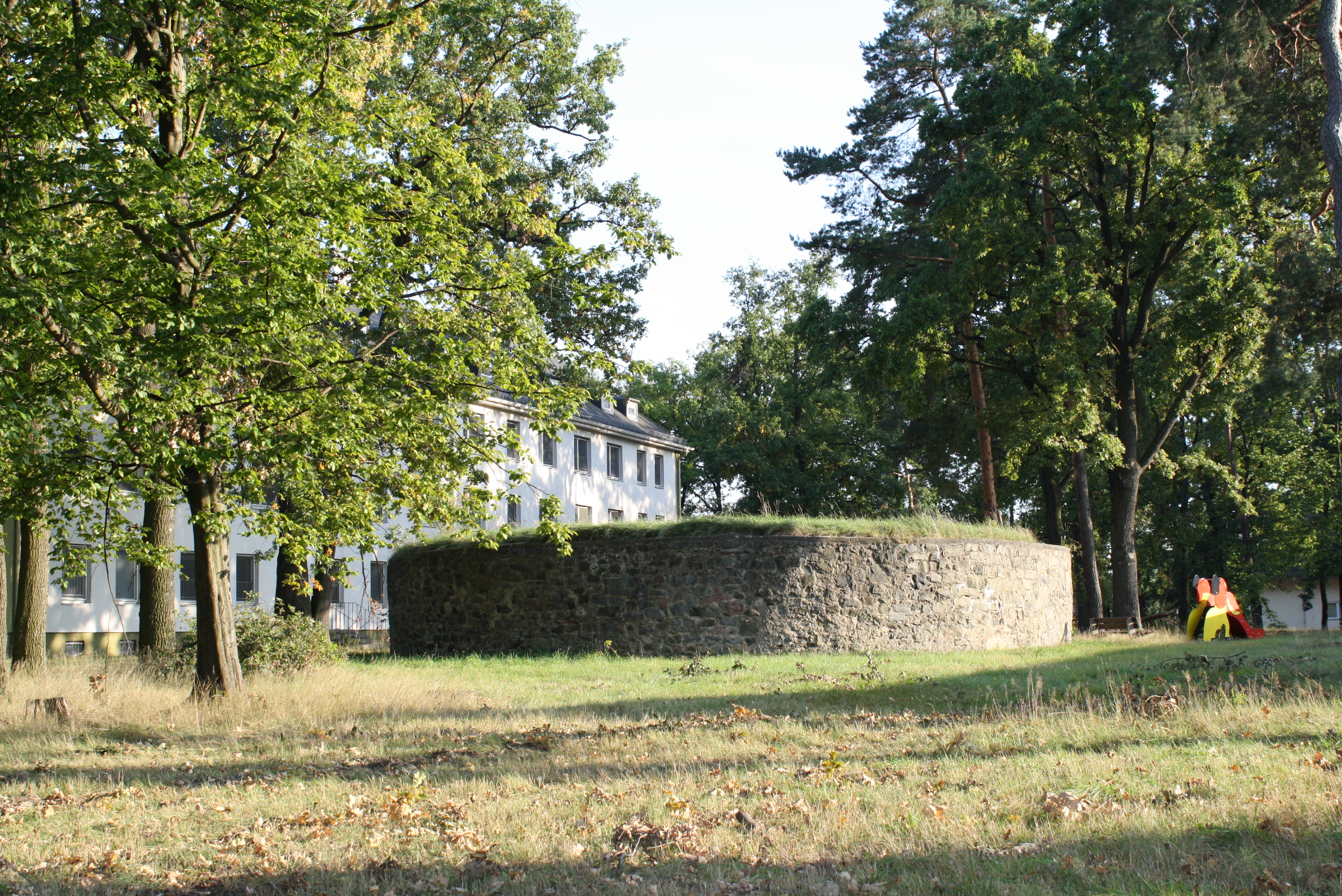
Ansicht von der Rückseite

## Lage
Die Richtstätte liegt im Bereich der ehemaligen Old-Argonner-Kaserne im Süden des Stadtteils Hanau-Wolfgang der Stadt Hanau. Zur Zeit ihrer Nutzung befand sie sich auf freiem Feld, in der sogenannten Lehrhöfer Heide weit vor den Toren der Stadt. Heute ist sie umgeben von Wohnbebauung der ehemaligen U.S. Army-Kasernen und einigen Nebengebäuden. Nach der Konversion dieser Flächen mit Sanierung der historischen Bauten und einigen Neubauten liegt die Stätte nun in einem Wohngebiet.

## Bauart
Es handelt sich um eine etwa 2 Meter hohe Bruchsteinfassung, die mit Erde aufgefüllt ist. Sie besitzt einen Durchmesser von etwa 13 m. Eine innen gelegene Treppe führt von Süden auf diese Plattform. Da hier Hinrichtungen ausschließlich mit dem Richtschwert vollzogen wurden, hatte die Plattform keinerlei Aufbau. Die Anlage ist ein Kulturdenkmal nach dem Hessischen Denkmalschutzgesetz.

## Geschichte
Die Anlage wurde 1839 vom Kurfürstentum Hessen als Ersatz für die historische, aus dem Mittelalter überkommene Richtstätte des Hanauer Hochgerichts errichtet. Diese ältere Richtstätte lag auf der Gemarkung von Hanau-Kesselstadt, zwischen Kesselstadt und Dörnigheim, an der Landstraße nach Frankfurt und in Sichtweite des Schlosses Philippsruhe. Hier stand auch ein Galgen. 1834 wurde sie abgebrochen und das Material für den Bau der neuen Richtstätte verwendet.
Die 1839 gebaute neue Richtstätte wurde im Januar 1861 letztmals genutzt, als der Mörder Nolte dort in einer öffentlichen Hinrichtung enthauptet wurde. Der Hinrichtung sollen mehr als 12.000 Menschen zugesehen haben.  1926 wurde die Anlage als Kulturdenkmal restauriert. Da in ihrem Umfeld ab 1937 eine Kaserne errichtet wurde, die nach dem Zweiten Weltkrieg die US Army nutzte, war die Anlage lange Zeit nicht öffentlich zugänglich. Dies änderte sich erst mit der Umwandlung zu einem Wohngebiet.